# میلسبرو (دلاور)
میلسبرو، دلاور (به انگلیسی: Millsboro, Delaware) یک سکونتگاه مسکونی در ایالات متحده آمریکا با جمعیت ۳٬۸۷۷ نفر است که در دلاویر واقع شده‌است.